# 恵龍太郎
恵 龍太郎（めぐみ りゅうたろう、1993年6月29日 - ）は、日本のサッカー選手。ポジションはMF。

## 経歴
柏レイソルジュニアから、ジェフユナイテッド千葉習志野ジュニアユースを経て、兵庫県の滝川第二高等学校に進学。高校2年時に選手権の決勝に出場し優勝を経験。滝川第二高等学校を卒業後、青山学院大学に進学した。
2016年に関東サッカーリーグ2部の早稲田ユナイテッドに加入し背番号は18番を背負った。同年、関東サッカーリーグ1部のジョイフル本田つくばFCに移籍、背番号は34番となった。海外移籍を模索する中で、同年12月には2週間のトライアウトを経てSリーグのタンピネス・ローバースFCに移籍が決定した事が発表された。
タンピネス・ローバースFCでの初出場はAFCチャンピオンズリーグ2017予選プレーオフのグローバルFC戦でこの試合は0-2で敗れた。Sリーグでの初出場となったのは2017年2月26日、前年優勝のアルビレックス新潟シンガポール戦で彼は同期加入外国人のイヴァン・ヤコブ・ゾニと共に先発出場し彼は初得点もあげたものの、チームは1-2で敗れた。タンピネス・ローバースにおいては3年間で99試合に出場、21得点の成績を収め、2019年にはリーグ準優勝及びカップ優勝に貢献した。その後、横浜F・マリノスに練習参加するも契約には至らず。2019年12月にマレーシア・スーパーリーグのFELDAユナイテッドFCに移籍することが発表された。

## 所属クラブ
ユース経歴
- 2004年 - 2005年 柏レイソルジュニア（柏市酒井根東小学校）
- 2006年 - 2009年 ジェフユナイテッド千葉習志野ジュニアユース（柏市酒井根中学校）

プロ経歴
- 2017年 - 2019年  タンピネス・ローバースFC
- 2020年  FELDAユナイテッドFC

## 個人成績
|              |                          |                          | リーグ                   | リーグ                   | カップ             | カップ             | リーグカップ     | リーグカップ     | アジア | アジア | アジア     | アジア     | 合計 | 合計   |
| シーズン     | クラブ                   | リーグ                   | 出場                     | ゴール                   | 出場               | ゴール             | 出場             | ゴール           | 出場   | ゴール | 出場       | ゴール     | 出場 | ゴール |
|              |                          |                          | Sリーグ                  | Sリーグ                  | シンガポールカップ | シンガポールカップ | リーグカップ     | リーグカップ     | ACL    | ACL    | AFC カップ | AFC カップ | 合計 | 合計   |
| ------------ | ------------------------ | ------------------------ | ------------------------ | ------------------------ | ------------------ | ------------------ | ---------------- | ---------------- | ------ | ------ | ---------- | ---------- | ---- | ------ |
| 2017         | タンピネス・ローバースFC | Ｓリーグ                 | 23                       | 7                        | 2                  | 0                  | 0                | 0                | 1      | 0      | 7          | 0          | 33   | 7      |
| 2018         | タンピネス・ローバースFC | Ｓリーグ                 | 24                       | 4                        | 2                  | 0                  | 0                | 0                | 1      | 0      | 4          | 0          | 31   | 4      |
| 2019         | タンピネス・ローバースFC | Ｓリーグ                 | 24                       | 6                        | 5                  | 2                  | 0                | 0                | 0      | 0      | 6          | 2          | 35   | 10     |
| 合計         |                          |                          |                          |                          |                    |                    |                  |                  |        |        |            |            |      |        |
| シンガポール | シンガポール             | 71                       | 17                       | 9                        | 2                  | 0                  | 0                | 2                | 0      | 17     | 2          | 99         | 21   |        |
|              |                          |                          | マレーシアスーパーリーグ | マレーシアスーパーリーグ | FA カップ          | FA カップ          | マレーシアカップ | マレーシアカップ | ACL    | ACL    | AFC カップ | AFC カップ | 合計 | 合計   |
| 2020         | FELDAユナイテッドFC      | マレーシアスーパーリーグ | 10                       | 0                        | 0                  | 0                  | 0                | 0                | 0      | 0      | 0          | 0          | 10   | 0      |
| 合計         |                          |                          |                          |                          |                    |                    |                  |                  |        |        |            |            |      |        |
| マレーシア   | マレーシア               | 0                        | 0                        | 0                        | 0                  | 0                  | 0                | 0                | 0      | 0      | 0          | 0          | 0    |        |
| 全期間合計   | 全期間合計               | 全期間合計               | 75                       | 17                       | 9                  | 2                  | 0                | 0                | 2      | 0      | 17         | 2          | 103  | 21     |